# Берардо, Феличе
Феличе Берардо (итал. Felice Berardo, 6 июля 1888, Турин, Италия — 12 декабря 1956, Турин, Италия) — итальянский футболист, игравший на позициях полузащитника и нападающего. В качестве игрока прежде всего известен по выступлениям за клуб «Про Верчелли» и национальную сборную Италии.

## Клубная карьера
В профессиональном футболе дебютировал в 1909 году выступлениями за клуб «Пьемонте», в котором провел два сезона. Своей игрой за эту команду привлек внимание представителей тренерского штаба клуба «Про Верчелли», к составу которого присоединился в 1911 году. Сыграл за команду из Верчелли следующие три сезона своей игровой карьеры. В составе «Про Верчелли» был одним из лучших бомбардиров команды, имея среднюю результативность на уровне 0,37 гола за игру первенства. В составе «Про Верчелли» также  дважды становился чемпионом Италии.
Впоследствии с 1914 по 1921 год играл в составе таких команд, как «Дженоа» и «УС Торинезе». В составе «Дженоа» становился чемпионом Италии.
В 1921 году перешёл в клуб «Торино», за который отыграл 3 сезона. Завершил карьеру футболиста в 1924 году.

## Выступления за сборную
В 1911 году дебютировал в официальных матчах в составе национальной сборной Италии. В течение карьеры в национальной команде, которая длилась 10 лет, провел в форме главной команды страны лишь 14 матчей, забив 2 гола. В составе сборной был участником футбольного турнира на Олимпийских играх 1912 году в Стокгольме.

## Титулы и достижения
- Чемпион Италии (3)

«Про Верчелли»:  1911/12, 1912/13
«Дженоа»:  1914/15